# Sierra de Gredos
Sierra de Gredos är en bergskedja i Spanien. Den ligger i den centrala delen av landet, 120 km väster om huvudstaden Madrid. Arean är 3 600 kvadratkilometer.